# Дзеславиці (Свентокшиське воєводство)
Дзеславиці (пол. Dziesławice) — село в Польщі, у гміні Стопниця Буського повіту Свентокшиського воєводства.
Населення — 210 осіб (2011).
У 1975—1998 роках село належало до Келецького воєводства.

## Демографія
Демографічна структура на день 31 березня 2011 року:
|          | Загалом | Допрацездатний вік | Працездатний вік | Постпрацездатний вік |
| -------- | ------- | ------------------ | ---------------- | -------------------- |
| Чоловіки | 103     | 19                 | 75               | 9                    |
| Жінки    | 107     | 19                 | 61               | 27                   |
| Разом    | 210     | 38                 | 136              | 36                   |